# Puig Sacreu (Montagut i Oix)
El Puig Sacreu és una muntanya de 595 metres que es troba al municipi de Montagut i Oix, a la comarca catalana de la Garrotxa.